# خلیج کوچ

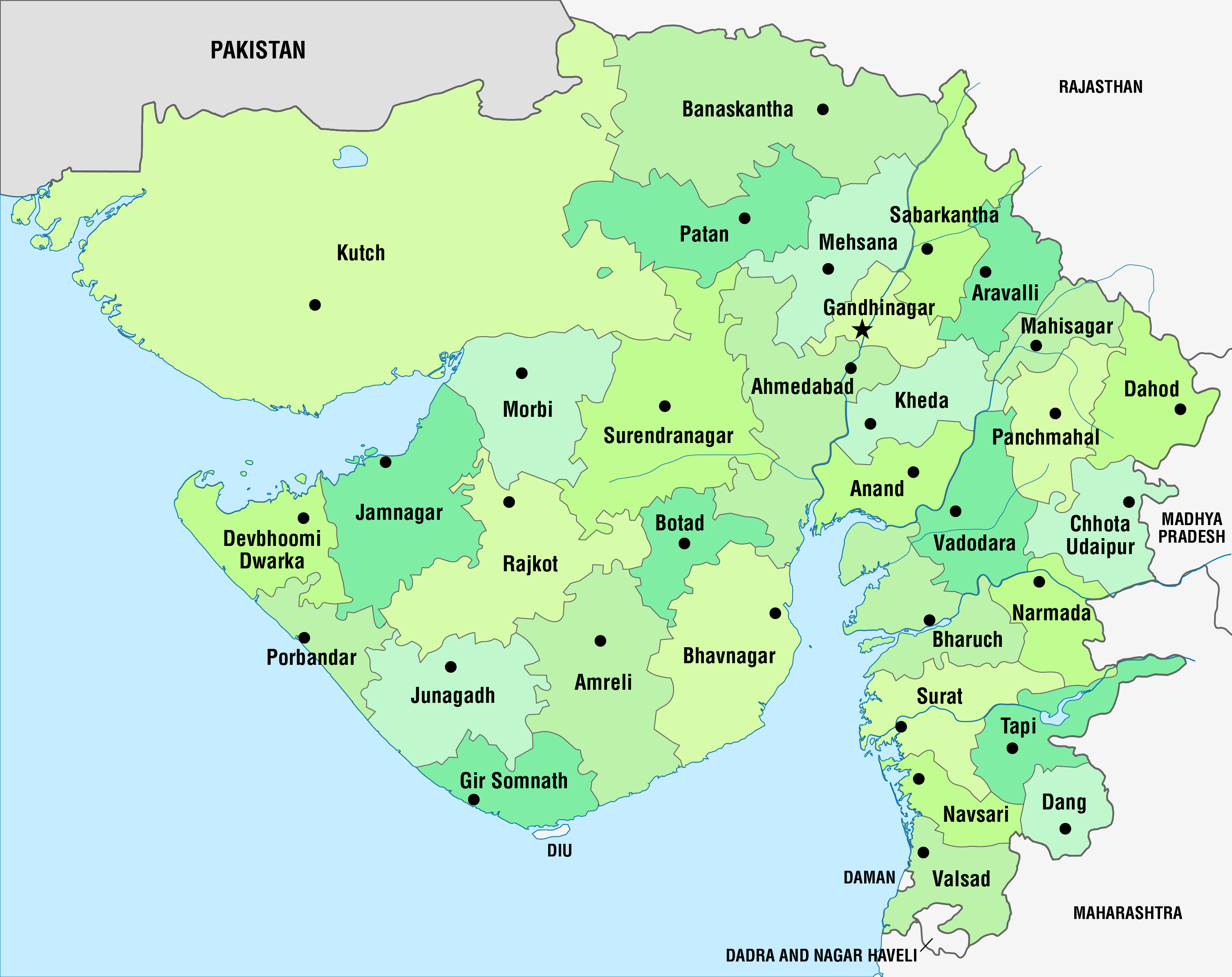
موقعیت خلیج کوچ (سمت چپ نقشه) نسبت به ایالت گجرات

خلیج کوچ (به انگلیسی: Gulf of Kutch) یا خلیج کاچ (به انگلیسی: Gulf of Kachchh) بخشی از آب‌های شمال‌شرقی دریای عرب در سواحل ایالت گجرات در غرب هندوستان است که از نمکزار کوچک کاچ (به انگلیسی: Little Rann of Kachchh) در نوک آن تا شبه‌جزیره کاتیاوار در غرب هند امتداد دارد. درازای این خلیج ۱۸۰ کیلومتر و پهنای آن از ۱۶ تا ۶۵ کیلومتر متغیر است و جزایر کوچک بسیاری در آن سر از آب بیرون آورده‌اند. بندر اوخا در ورودی خلیج کوچ قرار دارد و از دیگر بنادر آن می‌توان به ماندوی، بدی و کندلا اشاره نمود.

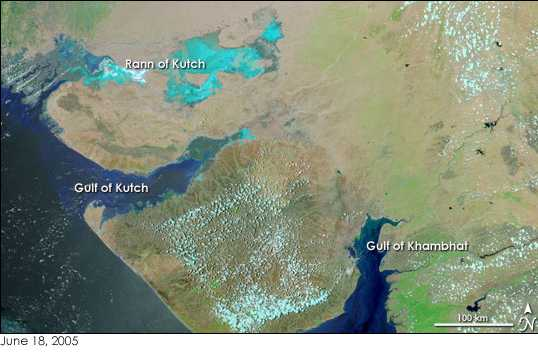
عکس ماهواره‌ای ناسا بر فراز خلیج کوچ